# Nagy Ferenc (miniszterelnök)

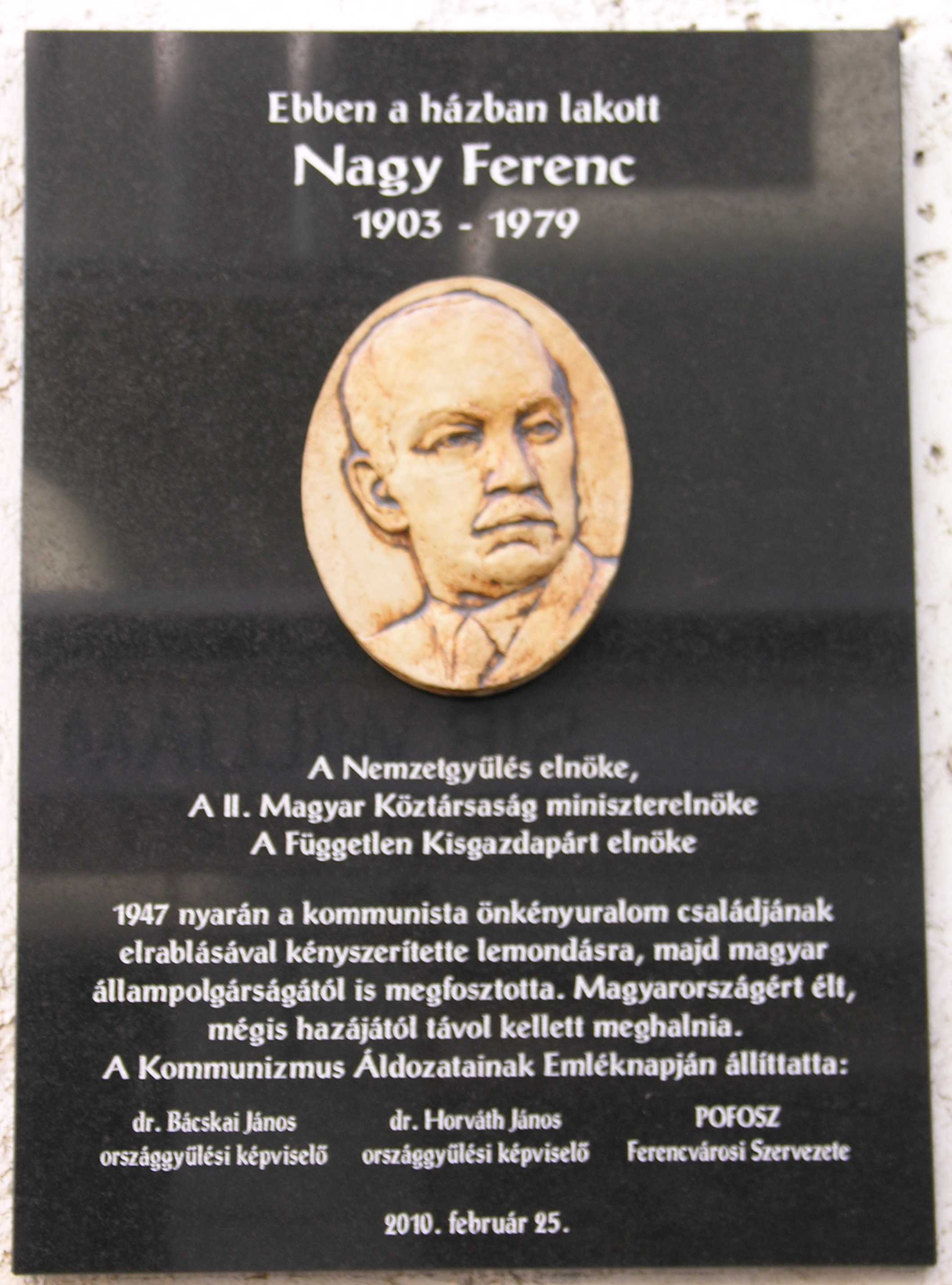
Nagy Ferenc kormányfő képe (budapesti lakása emléktábláján)

Nagy Ferenc (Bisse, 1903. október 8. – Herndon, Virginia, 1979. június 12.) magyar politikus, országgyűlési képviselő, miniszterelnök, a Független Kisgazda-, Földmunkás- és Polgári Párt elnöke.

## Életpályája
Református vallású, kisparaszti családból származott, szülei a 15 katasztrális holdnyi (8,63 ha) földjükön gazdálkodtak.
Nagy Ferenc hat elemit végzett, aztán a családi birtokon dolgozott. 1924-ben megnősült, házasságából öt gyermek született; két fia és legidősebb lánya Magyarországon, a két kisebbik lánya viszont már az Egyesült Államokban látta meg a napvilágot.
Saját erejéből képezte magát, miközben szülei földje mellett fuvarozást, napszámot és favágást is vállalt. Keresetéből újabb hét holdnyi földet tudott venni, összesen 22 holdra (12,7 ha) bővítve ki a családi gazdaságot. Az 1920-as évek elejétől kezdve írogatott cikkeket a helyi lapokba. 1929 januárjától kezdve írásait a Pesti Hírlap is leközölte, amivel országos hírnevet szerzett magának. Megírta szülőfaluja, Bisse monográfiáját is, amivel aranyérmet nyert a Faluszövetség pályázatán.

### Politikai pályafutása
Még 1924-ben belépett az Egységes Pártba, aminek 1928 és 1930 között Baranya vármegyei alelnöke volt. Ekkor kilépett és Tildy Zoltánnal közösen megszervezték a Független Kisgazdapártot, aminek 1930 és 1945 között a főtitkára volt.
1931-ben hagyta ott végleg a családi gazdaságot, hogy politikai karrierjére koncentrálhasson. Az 1931-es választásokon még nem indult. Az 1935-ösön indult ugyan, de mindössze 329 szavazattal alulmaradt kormánypárti kihívójával szemben. Az 1939-es választásokon szintén nem sikerült egyéni mandátumot szereznie, viszont a párt Baranya vármegyei listájáról bejutott a törvényhozásba. Egyik kezdeményezője volt a Magyar Parasztszövetség létrehozásának. Nagy Ferenc közismerten háborúellenes volt, ennek a parlamentben is gyakran hangot adott. Emiatt Magyarország német megszállását követően a Gestapo 1944. április 12-én letartóztatta. Október 10-én kiengedték, de csak október 15-én helyezte szabadlábra a Lakatos-kormány. A négy nappal később bekövetkezett nyilas hatalomátvételt követően illegalitásba vonult.
Ahogy elhagyta a front Budapestet, nekilátott az FKGP és a Parasztszövetség újjászervezésének. 1945 áprilisában a Magyar Parasztszövetség, augusztus 20-án pedig az FKGP választotta elnökévé. 1945. április 20-án beválasztották az Ideiglenes Nemzetgyűlésbe. Április 2-án beválasztották a budapesti törvényhatósági bizottságba, a november 4-i általános országgyűlési választásokon pedig újfent a Parlamentbe is.
Az Ideiglenes Nemzetgyűlésben 1945. május 11-étől november 15-éig újjáépítési miniszter, (1945 tavaszától 1947. június 1.-ig titkára Kapócs Ferenc, aki korábban 1942-től Keresztes-Fischer Ferenc belügyminiszter titkára is volt, az 1945-ös választásokat követően pedig 1945. november 29-étől 1946. február 5-éig a Nemzetgyűlés elnöke, s ezzel egyidejűleg 1945. december 7-étől 1946. február 2-áig a Nemzeti Főtanács tagja.

#### Miniszterelnökként
1946. február 4-étől a köztársasági elnökké választott Tildy Zoltán helyett nevezték ki Magyarország miniszterelnökévé, mely tisztségéről 1947. június 1-jén kényszerült lemondani. Ezalatt a Magyarok Világszövetsége elnöke is volt.
A majdnem pontosan 16 hónapig regnáló kormányához két jelentős esemény is fűződik; a háború utáni hiperinfláció letörésére a teljesen elértéktelenedett magyar pengő helyett a máig használatos forint bevezetése 1946. augusztus 1-jével (400 ezer kvadrillió – avagy 4*1029 – pengő ért egy forintot), valamint a párizsi békeszerződések aláírása 1947. február 10-én.
Ellenezte mind a Baloldali Blokk, mind a háború előtti elit hatalmi törekvéseit; a rendszer polgári demokratikus konszolidációjára törekedett. Ellenezte a hároméves terv elfogadását is. 1947. május 28-án a miniszterelnökségen letartóztatták személyi titkárát, Kapócs Ferencet, majd június 1-jén Svájcban, ahol szabadságát töltötte, lemondásra kényszerítették. Lemondását meg sem várva, már május 31-én kinevezték az új miniszterelnököt. Ezután már nem térhetett vissza Magyarországra.

### Emigrációban
Az FKgP 1947. június 3-án kizárta a pártból; október 7-én állampolgárságától, 1948-ban a vagyonától is megfosztották. Svájcból az USA-ba utazott feleségével és három gyermekével, ahol a Washington D. C. vonzáskörzetéhez tartozó virginiai Herndonban telepedtek le. Az ott megjelentetett emlékirataiból származó bevételeiből bankkölcsönnel kiegészítve földet vásárolt, amin 1951-ig gazdálkodott. Ikerlányai már Amerikában születtek meg, 1950-ben.
Kezdettől fogva részt vett a magyar politikai emigráció közéletében, a Magyar Nemzeti Bizottmány alapító-végrehajtó bizottsági tagja, majd 1955–56-ban alelnöke volt. Az 1956-os forradalom során megkísérelt Magyarországra utazni, de Ausztria – semlegességére hivatkozva – megakadályozta ebben. November 2-án telefonon ajánlotta fel szolgálatait az államminiszteri poszton lévő Tildy Zoltánnak, aki azonban visszautasította. 1957-ben beválasztották a strasbourgi Magyar Forradalmi Tanács intézőbizottságába. 1958-ban a Magyar Bizottság tagja lett.
Még 1947-ben részt vett a Nemzetközi Parasztunió létrehozásában, aminek 1949-től 1964-ig az alelnöke, 1964 és 1970 között pedig az elnöke volt. 1951-ben a menekült politikusokból összeállított Közép-kelet-európai Bizottság elnökévé választották. 1954-ben közreműködött az Európai Rabnemzetek Közgyűlésének a megszervezésében. Abban az évben, majd 1955-ben és 1962-ben az USA külügyminisztériumának a megbízásából távol-keleti körutat tett.
1957-ben Berkeleyben, a Kaliforniai Egyetem díszdoktorává avatta. 1963 és 1970 között mintegy négyszáz amerikai felsőoktatási intézményben tartott előadást, amikor is felesége betegsége miatt visszavonult a közélettől.
1977-ben kiállt a magyar Szent Korona és a koronázási ékszerek visszaadása mellett. Vörös Vince kezdeményezésére, Bognár József közbenjárására a Magyarok Világszövetsége megszervezte hazalátogatását, azonban erre hirtelen bekövetkezett halála miatt már nem kerülhetett sor. Herndonban temették el, ahol halála tizedik évfordulóján a helyi történeti múzeum falán emléktáblát helyeztek el a tiszteletére.

### Kutatható iratanyaga
Miniszterelnöki működési időszakából (pontosabban az 1945–1947 közti évkörből) 0,48 iratfolyóméternyi (4 doboznyi), maradandó értékűnek minősített iratanyaga került az Országos Levéltár, mai nevén Magyar Nemzeti Levéltár Országos Levéltára őrizetébe, ahol az a XIX-A-1-e törzsszámon kutatható.

## Művei
- 5.000.000 magyar a Golgotán; Egyetemi Ny., Bp., 1932
- A Független Kisgazda, Földmunkás és Polgári Párt népies programja és szervezési tanácsadója; összeáll. Nagy Ferenc; Független Kisgazda, Földmunkás és Polgári Párt, Bp., 1939
- A Magyar Paraszt Szövetség programja; Magyar Paraszt Szövetség, Bp., 1941
- Mit kell tudni a Független Kisgazda-, Földmunkás- és Polgári Pártról?; Független Ny., Bp., 1945
- Nagy Ferenc négy beszéde a demokráciáról, köztársaságról, koalícióról; Független Ny., Bp., 1946
- Machtraub in Ungarn; Die Neue Zeitung, München 1947
- Küzdelem a vasfüggöny mögött, 1-2.; jegyz. Vida István, szerk. Antal László; Európa–História, Bp., 1990 (Extra Hungariam)